# Damasco (tessuto)
Il damasco è un tipo di tessuto molto pregiato utilizzato in particolare per l'arredamento, l'arredo sacro, la tappezzeria e alcune volte per l'abbigliamento.

## Descrizione
È un tessuto che deriva dal damasco classico, monocromatico, realizzato principalmente in seta, ma anche in lino, cotone o lana caratterizzato dal contrasto di lucentezza tra fondo e disegno.
È ottenuto con un solo ordito e una sola trama. Il fondo del tessuto è con armatura a raso sfumato realizzato sul diritto della stoffa. Il disegno è realizzato con armatura inversa. Da questo tipo di lavorazione nasce un effetto chiaro-scuro con disegni opachi con fondo lucido o viceversa.
  

Pregiati tessuti damascati e operati, monocolore, erano prodotti nella regione delle Fiandre utilizzando il “lino di Fiandra” materiale di titolo finissimo e lucente, di mano liscia e asciutta, ottenuto con una lavorazione complessa e accurata, che lo rendeva un prodotto di lusso apprezzato in tutta Europa. Le stoffe di Fiandra, con damascate decorazioni intessute che riproducono motivi geometrici o dei fiori stilizzati, hanno spesso una riduzione di fili molto fitta, che concorre a formare un tessuto delicato, ma anche compatto e resistente. Appunto per queste sue caratteristiche, il damascato, è stato utilizzato nella biancheria da tavola e nei rivestimenti per arredo come sofisticata alternativa alle tele in tinta unita. Il lino originario è stato sostituito oggi da cotone mercerizzato e fibre sintetiche o da materiali fantasia molto vari, in tinte pastello o brillanti, mentre la produzione industriale con telai jacquard ne ha ridotto i costi rendendolo accessibile e adatto per ogni esigenza della moda.  

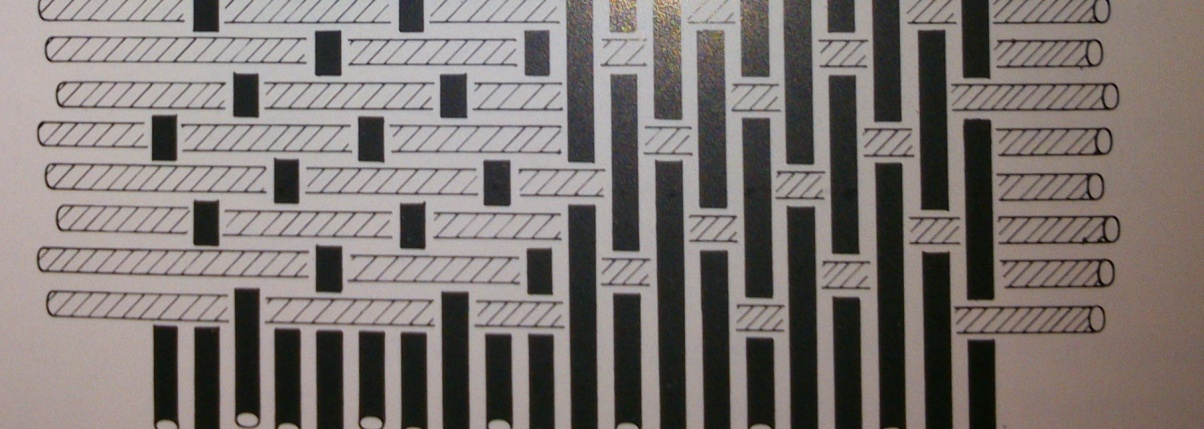
Schema del damasco

## Storia
Nasce in Cina, ma dopo aver attraversato l'India e l'Iran e la Grecia Bizantina approda nel secolo XII a Damasco, da cui prende il nome. Questa città ne diventa grande polo commerciale per l'Occidente. Giunto in Europa, precisamente in Borgogna nel XV secolo viene utilizzato come tessuto per persone di alto rango. Successivamente in Italia diventano per prime famose per la sua realizzazione le città di Venezia e Genova che, come repubbliche marinare, avevano contatti con Damasco, poi si affermano i damaschi prodotti a: Caserta, Catanzaro, Lucca, Palermo, Parma e Vicenza. In Francia il damasco viene portato con l'aiuto di Luigi XI alla fine del XV secolo e Tours e Lione ne divengono centri di produzione. Successivamente si comincia ad impreziosirlo con effetti in oro e argento. È proprio dall'impiego di questi filati che si ottengono effetti che mixano il damasco con il broccato.